# Balkanvliegenvanger
De balkanvliegenvanger (Ficedula semitorquata) is een zangvogel uit de familie van vliegenvangers (Muscicapidae). Het is een vliegenvanger die sterk lijkt op de withalsvliegenvanger die broedt in Zuidoost-Europa, Klein-Azië en het Kaukasusgebied tot in noordwestelijk Iran en 's winters naar Afrika trekt.

## Herkenning
De vogel is 12 tot 13,5 cm lang. Het mannetje is zwart en wit gekleurd en verschilt in kleine details van de withalsvliegenvanger en de bonte vliegenvanger. Het wit van de hals loopt niet zo ver door als bij de withalsvliegenvanger en iets verder dan bij de bonte vliegenvanger. Kenmerkend zijn verder de witte buitenste staartpennen. Het vrouwtje is grijsbruin van boven en wit van onder en is iets lichter grijs op de hals dan het vrouwtje van de bonte en de withalsvliegenvanger.

## Verspreiding en leefgebied
Deze soort broedt op de Balkan, Klein-Azië en het Kaukasusgebied tot in noordwestelijk Iran. De vogel trekt in de winter naar het midden en oosten van Afrika. Het broedgebied is half open bos in bergachtig gebied tot 2000 m boven zeeniveau, vaak in de buurt van rivieren.

## Status
De grootte van de populatie werd in 2015 door BirdLife International geschat op 58 tot 350 duizend volwassen individuen en de populatie-aantallen nemen af door ontbossing waarbij natuurlijk eikenbos wordt vernietigd. Het tempo van achteruitgang is echter niet verontrustend (minder dan 20% achteruitgang na drie generaties), daarom staat deze soort als niet bedreigd op de Rode Lijst van de IUCN.